# Лисва
Лисва (рус. Лысьва) град је у Русији у Пермском крају. Према попису становништва из 2010. у граду је живело 65.931 становника.

## Становништво
Према прелиминарним подацима са пописа, у граду је 2010. живело 65.931 становника, 5.217 (7,33%) мање него 2002.
| 1939.  | 1959.  | 1970.  | 1979.  | 1989.  | 2002.  | 2010.  |
| ------ | ------ | ------ | ------ | ------ | ------ | ------ |
| 51.410 | 72.989 | 72.762 | 74.976 | 76.614 | 71.148 | 65.918 |